# Shatterhand
Shatterhand es un videojuego de acción de desplazamiento lateral para Nintendo Entertainment System desarrollado por Natsume y publicado por Jaleco en América del Norte en 1991 y en Europa en 1992. Shatterhand originalmente fue lanzado por Angel (Bandai) en Japón en 1991 como un videojuego autorizado para  Family Computer basado en la serie de superhéroes de imagen real titulada Tokkyū Shirei Solbrain (特救指令ソルブレイン Tokkyū Shirei Soruburein?).

## Trama
Ambientado en el año 2030, un grupo de militares renegados conocido como Metal Command, dirigido por el General Gus Grover, está buscando conquistar el mundo al construir un ejército de soldados cíborg. Steve Hermann, un agente de policía joven del Bronx, acaba perder ambos brazos durante una escaramuza violenta contra miembros de Metal Command. Después del incidente, a Hermann le ofrecen dos brazos ciberneticos desarrollados especialmente  por el Orden público División Reguladora (L.O.R.D.) para reemplazar los que perdió. Hermann acepta la oferta y se convierte en un agente cuyo nombre código es  "Shatterhand," quién es ahora recibe la misión de derrotar a Metal Command.

## Jugabilidad
Shatterhand es un videojuego de acción de desplazamiento lateral que sigue muchas de las convenciones ya establecidas en el género. Los ataques primarios del personaje principal son sus propios puños, que él también pueda utilizar para interceptar las balas disparadas del enemigo. Hay dos tipo de poder-ups que pueden obtenerse al destruir los contenedores de ítems esparcidos a lo largo de cada etapa: monedas e iconos de letras.
Las monedas se utilizan como dinero que le permite al jugador obtener power-ups adicionales al pararse sobre ciertas plataformas y agacharse encima. Estas plataformas indicarán qué power-up  recibirá el jugador, junto con el coste dicho ítem. Existen tres tipos de plataformas power-up: la primera restaurará la vitalidad del jugador y cuesta 300 monedas, la segundo aumentará el poder de ataque del jugador (cambiando el color del chaleco del jugador de verde a marrón) y cuesta 100 monedas, y la tercera concede una vida extra y cuesta 2000 monedas.
Los iconos de letras son moldeados basándose en las letras griegas α y β. Cuándo una parte robótica aparece, el jugador puede cambiar la letra por pegarlo. Aun así, pegándolo demasiado lo convertirá en una moneda de oro grande. Después de recoger tres partes, un "satélite robótico" aparecerá flotando junto al jugador. Este satélite robótico atacará junto al jugador y también puede usarse para flotar en el aire al agacharse y mantener pulsado el botón A. Hay ocho satélites robóticos posibles, según la combinación de las letras griegas que se hayan recolectado, cada cual con un ataque diferente. Por ejemplo, el robot ααβ dispara un rayos láser, mientras el robot αβα ataca con una espada. El robot puede sufrir daños de los enemigos y si recibe demasiados, finalmente será destruido. Si el jugador ya tiene un compañero robótico y recibe una combinación de letras nueva, el robot nuevo reemplazará al anterior. Aun así, si el jugador recoge la misma combinación dos veces seguidas mientras todavía conserva el robot, el personaje del jugador se combinará con el robot y tendrá ataques más potentes para un periodo limitado antes de revertirse a su forma estándar.
Hay un total de siete niveles nombrados como "Áreas". El Área A, un nivel de fábrica, sirve como el nivel introductorio del videojuego, mientras las cinco etapas subsiguientes del videojuego, Área B a Área F, pueden ser jugados en cualquier orden. El nivel final, el Área G, se vuelve accesible después de que los seis niveles anteriores son completados. El jugador inicia el videojuego con dos vidas extras y puede obtener más durante la partida. Si el jugador pierde todas sus vidas, el juego se termina, pero el jugador es provisto con posibilidades de continuar ilimitadas.

### Satélites robóticos
Los ocho satélites robóticos y su combinación de letra son las siguientes:
| Combinación | Satélite   | Poder especial |
| ----------- | ---------- | --- |
| ααα         | Yobobot    | Dispara una esfera que rebota la cual se retrae como un yo-yo. |
| ααβ         | Laserbot   | Dispara un rayo láser. |
| αβα         | Swordbot   | Esgrime una espada letal. |
| αββ         | Ricobot    | Dispara esferas que ricochet. |
| βββ         | Grenadebot | Dispara granadas explosivas. |
| ββα         | Pyrobot    | Dispara una llamarada extensa. Activada al pulsar el B Botón, entonces se puede pulsar y mantener el Botón B una segunda vez para hacer que la llamarada se dispare hacia adelante. |
| βαβ         | Yoyobot    | Dispara una esfera que se retrae como un yo-yo. |
| βαα         | Bounceobot | Dispara una esfera que rebota. |

## Diferencias regionales
La versión original para Famicom, Tokkyū Shirei Solbrain, estuvo publicada por una compañía llamada Angel, una filial actualmente disuelta de Bandai, la cual se especializó en la publicación de productos bajo licencia. La versión para Famicom sigue la misma trama que la serie de televisión Solbrain y presenta una secuencia de apertura diferente al de la versión Shatterhand para occidente. Los gráficos para la mayoría de los personajes y los ítems fueron cambiados también. El cambio más notable es el Área C, un nivel de carnaval en Solbrain, que fue cambiado a un nivel submarino enteramente diferente en Shatterhand.